# Strombus raninus
Strombus raninus är en snäckart som beskrevs av Gmelin 1791. Strombus raninus ingår i släktet Strombus och familjen Strombidae. Inga underarter finns listade i Catalogue of Life.